# Cybaeus tottoriensis
Cybaeus tottoriensis är en spindelart som beskrevs av Yoh Ihara 1994. Cybaeus tottoriensis ingår i släktet Cybaeus och familjen vattenspindlar. Inga underarter finns listade i Catalogue of Life.